# Roma, ciutat oberta
Roma, ciutat oberta (títol original en italià Roma, città aperta) és una pel·lícula italiana rodada el 1945, dirigida per Roberto Rossellini. Està situada en l'ocupació nazi de Roma (1944).
Es considera que Roma, ciutat oberta inaugura el neorealisme italià.
L'obra és la primera part de la considerada la trilogia de la guerra (juntament amb Paisà i Alemanya, any zero) fou premiada amb la Palma d'Or al Festival de Canes. Ha estat doblada al català.

## Argument
Durant l'ocupació nazi de Roma, el líder de la resistència Giorgio Manfredi és perseguit per la Gestapo. A través del seu amic Francesco contacta amb el sacerdot Pietro Pellegrini, que aprofitant la seva condició de lliure de toc de queda porta diners per la resistència.

## Repartiment[3]
- Aldo Fabrizi
- Anna Magnani
- Marcello Pagliero
- Harry Fest
- Vito Annichiarico

## Sobre la pel·lícula
Aquesta pel·lícula conta la història d'un grup d'Italians vivint l'ocupació nazi de 1944. Els resistents són encarnats per una mare i el seu fill, un tipògraf, un militant comunista i un sacerdot catòlic. La denúncia i la pobresa són dos temes importants d'aquest llargmetratge que s'inscriu en el moviment del neorealisme italià de postguerra.
Pel guió, Rossellini, ajudat per Sergio Amidei i Federico Fellini, llavors jove periodista, es va inspirar en històries verdaderes:
- el personatge de don Pietro Pellegrini (Aldo Fabrizi) és inspirat en don Giuseppe Morosini, sacerdot afusellat el 1944 per a la seva activitat a favor de la Resistència;
- Pina (Anna Magnani) s'inspira en Teresa Gullace, morta en públic pels nazis estant embarassada;
- Giorgio Manfredi (Marcello Pagliero) inspirat en el guerriller Celeste Negarville ;
- els nens també es van treure d'una història verdadera.

Aquesta obra de Rossellini podria ser considerada com un document històric pel seu realisme. Pel·lícula realitzada amb molt petits mitjans - Rossellini es va servir de pel·lícules de fotografia posades tros a tros en una cambra negra – aquesta obra cabdal és considerada per molts cinèfils com la primera pel·lícula neorealista de la història del cinema italià.
En la filmografia del realitzador, aquesta pel·lícula forma part de la «Trilogia de la guerra» amb Paisà i Alemanya, any zero. També s'ha de destacar que l'actriu Anna Magnani, anomenada la Magnani, tenia un dels papers principals d'aquesta pel·lícula.

## Premis i Nominacions

### Premis
- Palma d'Or ex aequo al Festival Internacional de Cinema de Canes de 1946[4]

### Nominacions
- Oscar al millor guió adaptat (Sergio Amidei i Federico Fellini)[5]